# 가능동밴드
가능동밴드는 대한민국의 음악 그룹이다. 2018년 싱글 앨범 [장미]로 데뷔했다.

## 방송
- 너의 목소리가 보여 5 (2018)[2]
- 노래가 좋아 (2018)
- 슈퍼밴드 (2019)
- 라이브온 (2022)

## 음반
- 장미 (2018)
- 봄노래 (2018)
- 징검다리 (2018)
- 형광등 (2019)
- 데이트 (2019)

## 작사/작곡
- 가능동밴드 <데이트> (2019)